# Kubai peso
A kubai peso a kubai konvertibilis peso mellett Kuba másik hivatalos pénzneme. Rögzített árfolyama van a konvertibilis pesóhoz (CUC) képest. CUC-ról CUP-ra való átváltás esetén 24:1, fordítva 25:1. Bár ez a fő fizetőeszköz Kubában, a gyakorlatban egyes állami, közüzemi költségeken és néhány élelmiszert leszámítva, nem használható vásárlásra.
A kuba peso (CUP) 1961-ig szabadon átváltható pénznem volt, az USA-dollárhoz rögzített (1 USD = 1 CUP) árfolyamon, a gyakorlatban Kubában az USA-dollárral együtt volt forgalomban.
A kommunista diktatúra bevezetése után a rögzített árfolyam megszűnt, s CUP lassan elkezdte elveszteni értékét. Ma már 1 USA-dollár 23-26 CUP-ot ér.

## Bankjegyek
2015. február 1-jén bocsátották ki az új 200, 500, 1000 pesós bankjegyet.
| Névérték  | Méret       | Szín         | Leírás              | Leírás                               | Dátumok   | Dátumok          | Dátumok     |
| Névérték  | Méret       | Szín         | Előoldal            | Hátoldal                             | nyomtatás | kibocsátás       | visszavonás |
| --------- | ----------- | ------------ | ------------------- | ------------------------------------ | --------- | ---------------- | ----------- |
| 200 peso  | 150 x 70 mm | narancssárga | Frank País          | Július 26-a Városi Iskola            | 2010      | 2015. február 1. | forgalomban |
| 500 peso  | 150 x 70 mm | zöld         | Ignacio Agramonte   | Guáimaro-i Alkotmányozó Nemzetgyűlés | 2010      | 2015. február 1. | forgalomban |
| 1000 peso | 150 x 70 mm | vörös        | Julio Antonio Mella | Havanna Egyetem                      | 2010      | 2015. február 1. | forgalomban |

## Emlékbankjegyek
500 pesós emlékbankjegyet bocsátottak ki Havanna megalapításának 500. évfordulójára.